# Librantice
Librantice (en allemand : Librantitz) est une commune du district de Hradec Králové, dans la région de Hradec Králové, en République tchèque. Sa population s'élevait à 596 habitants en 2022.

## Géographie
Librantice se trouve à 6 km au nord-ouest de Třebechovice pod Orebem, à 11 km à l'est-nord-est de Hradec Králové et à 111 km à l'est-nord-est de Prague.
La commune est limitée par Černilov au nord, par Libníkovice et Jeníkovice à l'est, par Třebechovice pod Orebem et Blešno au sud, et par Divec à l'ouest.

## Histoire
La première mention écrite de la localité date de 1496.

## Galerie

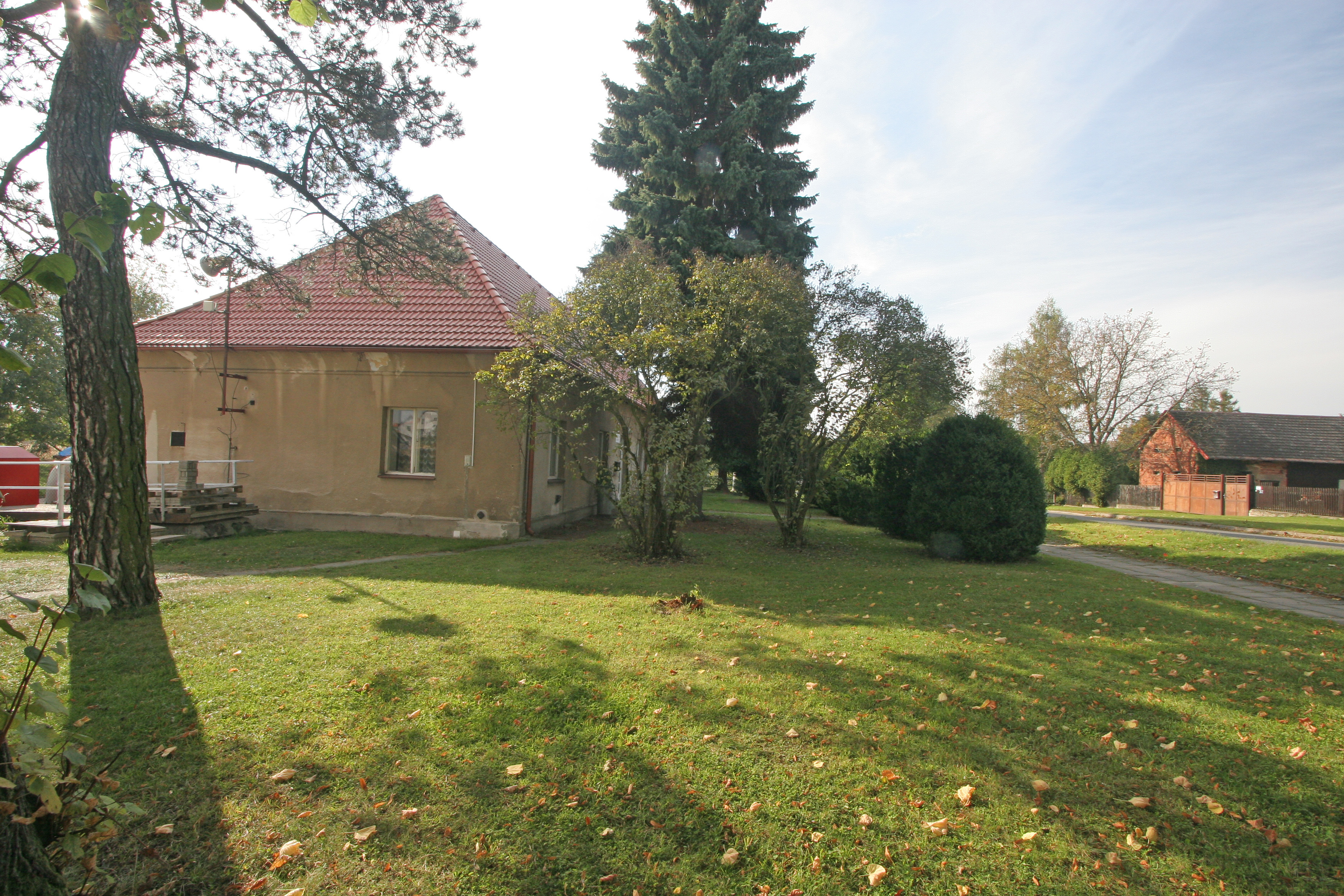
Librantice : la mairie.
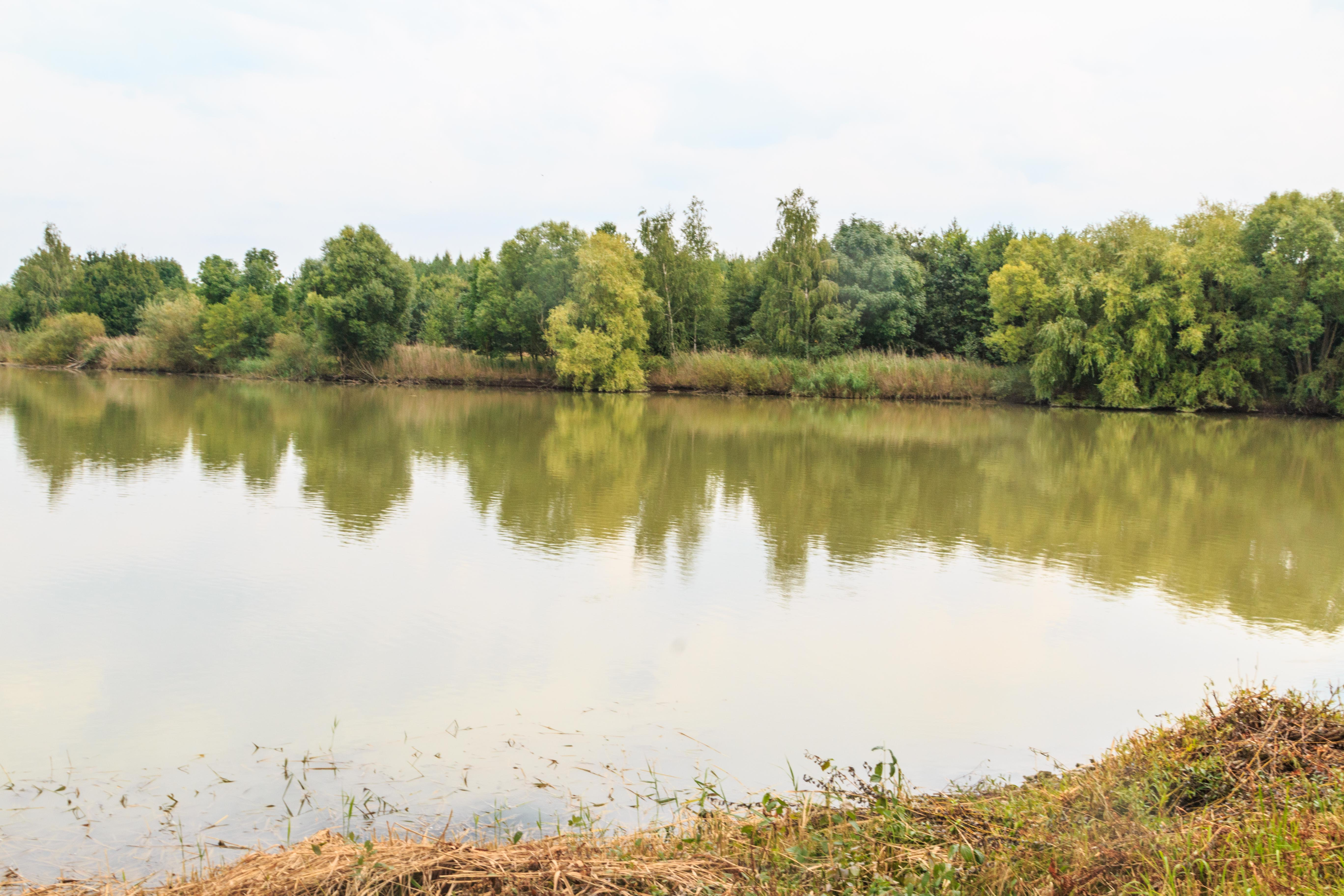
Étang de Frešle.

## Transports
Par la route, Librantice se trouve à 6 km de Třebechovice pod Orebem, à 11 km de Hradec Králové et à 129 km de Prague. 